# Axl Rose
Axl Rose, ameriški pevec hard rocka in tekstopisec, * 6. februar 1962, Lafayette, Indiana, ZDA.
Rodil se je kot William (Bill) Bruce Bailey materi Sharon E. Lintner in neznanemu očetu. Sharon se je dve leti po Axlovem rojstvu ponovno poročila in sicer s Stephenom L. Baileyem. V mladosti je Axl izvedel, da Stephen ni njegov biološki oče, zato si je priimek spremenil v Rose, po svojem pravem očetu. Ime Axl pa prihaja iz njegove zgodnejše skupine (A.X.L.). Legenda pravi, da je psevdonim Axl Rose pravzaprav anagram pojma »oral sex« - oralni seks.
Preden je začel igrati v Guns N' Roses je bil frontman že v veliko skupinah, vendar nobena ni bila tako uspešna kot Guns N' Roses. Prvi prodor so dosegli z uspešnico Welcome To The Jungle', ki je takoj prišla na vrh glasbenih lestvic. Nadaljevali pa so z  uspešnicami kot so Sweet Child O Mine, Paradise City, Mr. Brownstone, Don't Cry, November rain, …
Danes je v skupini od originalne zasedbe ostal le še on (Axl). Velvet Revolver pa je nadaljevanje skupine Guns N' Roses, kjer so zbrani nekdanji »Gunsi« - razen njega. Glasba je zelo podobna stilu z albuma Appetite for Destruction.
Njihovi prvi plošči je bilo naslov Live Like A Suicide, vendar ni postala tako znana. Druga,ki so jo izdali je bil Appetite for Destruction, ki jo imajo nekateri ljubitelji rocka za najboljšo rock ploščo vseh časov, tako pa je tudi po rezultatih različnih anket.